# 関連会社
関連会社（かんれんがいしゃ）とは、会計学ないし会計実務の用語の一つ。会社（当該会社が子会社を有する場合には、当該子会社を含む。）が、出資、人事、資金、技術、取引等の関係を通じて、子会社以外の他の会社（会社に準ずる事業体を含む。以下同じ。）の財務及び営業又は事業の方針決定に対して重要な影響を与えることができる場合における当該他の会社のことである。この定義を影響力基準という。言い換えれば、自社との関係で、人事、技術、取引、資本等によって、支配とはいわないまでも、意思決定に重大な影響力をもつ会社のことである（支配されていれば子会社となる）（会社法で規定される会社計算規則にも同様の定義がある）。
ただし、破産会社等である場合には重要性の原則が適用される（更生会社、整理会社、破産会社等であって、かつ、当該会社の財務及び営業又は事業の方針決定に対して重要な影響を与えることができないと認められる会社は、関連会社に該当しないものとする）。

## 定義
財務諸表等の用語、様式及び作成方法に関する規則（昭和38年11月27日大蔵省令第59号、「財務諸表等規則」）第8条第5項及び第6項において、以下の通り定義されている。
- ５　この規則において「関連会社」とは、会社等及び当該会社等の子会社が、出資、人事、資金、技術、取引等の関係を通じて、子会社以外の他の会社等の財務及び営業又は事業の方針の決定に対して重要な影響を与えることができる場合における当該子会社以外の他の会社等をいう。
- ６　前項に規定する子会社以外の他の会社等の財務及び営業又は事業の方針の決定に対して重要な影響を与えることができる場合とは、次の各号に掲げる場合をいう。ただし、財務上又は営業上若しくは事業上の関係からみて子会社以外の他の会社等の財務及び営業又は事業の方針の決定に対して重要な影響を与えることができないことが明らかであると認められるときは、この限りでない。
  - 一　子会社以外の他の会社等（民事再生法の規定による再生手続開始の決定を受けた会社等、会社更生法の規定による更生手続開始の決定を受けた株式会社、破産法の規定による破産手続開始の決定を受けた会社等その他これらに準ずる会社等であつて、かつ、当該会社等の財務及び営業又は事業の方針の決定に対して重要な影響を与えることができないと認められる会社等を除く。以下この項において同じ。）の議決権の百分の二十以上を自己の計算において所有している場合
  - 二　子会社以外の他の会社等の議決権の百分の十五以上、百分の二十未満を自己の計算において所有している場合であつて、かつ、次に掲げるいずれかの要件に該当する場合
    - イ　役員若しくは使用人である者、又はこれらであつた者で自己が子会社以外の他の会社等の財務及び営業又は事業の方針の決定に関して影響を与えることができる者が、当該子会社以外の他の会社等の代表取締役、取締役又はこれらに準ずる役職に就任していること。
    - ロ　子会社以外の他の会社等に対して重要な融資を行つていること。
    - ハ　子会社以外の他の会社等に対して重要な技術を提供していること。
    - ニ　子会社以外の他の会社等との間に重要な販売、仕入れその他の営業上又は事業上の取引があること。
    - ホ　その他子会社以外の他の会社等の財務及び営業又は事業の方針の決定に対して重要な影響を与えることができることが推測される事実が存在すること。

  - 三　自己の計算において所有している議決権と自己と出資、人事、資金、技術、取引等において緊密な関係があることにより自己の意思と同一の内容の議決権を行使すると認められる者及び自己の意思と同一の内容の議決権を行使することに同意している者が所有している議決権とを合わせた場合（自己の計算において議決権を所有していない場合を含む。）に子会社以外の他の会社等の議決権の百分の二十以上を占めているときであつて、かつ、前号イからホまでに掲げるいずれかの要件に該当する場合
  - 四　複数の独立した企業（会社及び会社に準ずる事業体をいう。以下同じ。）により、契約等に基づいて共同で支配される企業（以下「共同支配企業」という。）に該当する場合

すなわち、20%以上の議決権を有している場合や、15%以上20%未満で重要な影響を与えられる場合は、関連会社となる可能性がある。

## 会計

### 個別会計
関連会社株式は、まぎれもなく金融商品であるものの、例外的に、時価会計は全く適用されない。帳簿価額はずっと取得原価のままである（ただし強制評価減はある）。

### 連結会計
連結会計において、関連会社投資は原則として持分法を適用しなければならない。ただし、重要性の原則が適用される（持分法の適用により、連結財務諸表に重要な影響を与えない場合には、持分法の適用会社としないことができる）。
共同支配企業については、持分法を適用しなければならない。国際会計基準で認められている比例連結は、日本では認めていない。その理由は、混然一体となっている合弁会社の資産、負債等を一律に持分比率で按分して連結財務諸表に計上することは不適切であるからである。